# فهرست فرمانروایان بریتانیا

نشان ملی پادشاهی متحده

انگلستان از زمان تبدیل شدنش به بریتانیای کبیر و پادشاهی متحده تا کنون شاهد ۱۳ فرمانروا بوده‌است. پادشاهی بریتانیای کبیر در ۱ مه ۱۷۰۷ از ادغام دو پادشاهی انگلستان و اسکاتلند به‌وجود آمد که تحت خاندان استوارت از ۲۴ مارس ۱۶۰۳ با یکدیگر متحد شده بودند. پس از آن در ۱ ژانویهٔ ۱۸۰۱، با تصویب مصوبه‌های اتحاد ۱۸۰۰، بریتانیای کبیر با پادشاهی ایرلند ادغام شد تا پادشاهی متحد بریتانیای کبیر و ایرلند را شکل دهد، اما پس از آنکه بیشتر ایرلند در ۷ دسامبر ۱۹۲۲ در قالب دولت آزاد ایرلند از این اتحاد خارج شد، نام آن در ۱۲ آوریل ۱۹۲۷ به پادشاهی متحد بریتانیای کبیر و ایرلند شمالی تغییر یافت.

## فرمانروایان بریتانیا

### دودمان استوارت
| نام                                                                        | نگاره | زادروز                                                   | ازدواج‌ها                                                 | درگذشت                      | حق جانشینی        | منابع       |
| -------------------------------------------------------------------------- | ----- | -------------------------------------------------------- | -------------------------------------------------------- | --------------------------- | ----------------- | ----------- |
| آن ۱ مه ۱۷۰۷ – ۱ اوت ۱۷۱۴ ملکهٔ انگلستان و اسکاتلند ۸ مارس ۱۷۰۲ – ۱ مه ۱۷۰۷ |       | ۶ فوریه ۱۶۶۵ کاخ سنت جیمز دختر جیمز دوم و هفتم و آن هاید | شاهزاده جورج دانمارک کاخ سنت جیمز ۲۸ ژوئیه ۱۶۸۳ ۱۷ فرزند | ۱ اوت ۱۷۱۴ کنزینگتون ۴۹ سال | اعلامیه حقوق ۱۶۸۹ | [ ۱ ] [ ۲ ] |

### دودمان هانوفر
| نام                                                           | نگاره | زادروز                                                                                                | ازدواج‌ها                                                     | درگذشت                             | حق جانشینی                                                       | منابع         |
| ------------------------------------------------------------- | ----- | --- | ------------------------------------------------------------ | ---------------------------------- | ---------------------------------------------------------------- | ------------- |
| جرج یکم ۱ اوت ۱۷۱۴ – ۱۱ ژوئن ۱۷۲۷                             |       | ۲۸ مه ۱۶۶۰ لاینشلوس پسر ارنست آگوستوس و سوفیا پالاتینیتی                                              | سوفیا دوروتی زل ۲۱ نوامبر ۱۶۸۲ ۲ فرزند                       | ۱۱ ژوئن ۱۷۲۷ اوسنابروک ۶۷ سال      | لایحه حل‌وفصل ۱۷۰۱ پسر سوفیا پالاتینیتی، نوهٔ دختری جیمز ششم و یکم | [ ۳ ] [ ۴ ]   |
| جرج دوم ۱۱ ژوئن ۱۷۲۷ – ۲۵ اکتبر ۱۷۶۰                          |       | ۳۰ اکتبر ۱۶۸۳ هرنهاوزن پسر جرج یکم و سوفیا دوروتی زل                                                  | کارولین آنسباخ ۲۲ اوت ۱۷۰۵ ۸ فرزند                           | ۲۵ اکتبر ۱۷۶۰ کاخ کنزینگتون ۷۶ سال | فرزند فرمانروای پیشین                                            | [ ۵ ] [ ۶ ]   |
| جرج سوم ۲۵ اکتبر ۱۷۶۰ – ۲۹ ژانویه ۱۸۲۰                        |       | ۴ ژوئن ۱۷۳۸ نورفولک هاوس پسر فردریک، شاهزاده ولز و شاهدخت آگوستا                                      | شارلوت مکلنبرگ-استرلیتز کاخ سنت جیمز ۸ سپتامبر ۱۷۶۱ ۱۵ فرزند | ۲۹ ژانویه ۱۸۲۰ قلعه وینزر ۸۱ سال   | نوهٔ فرمانروای پیشین                                              | [ ۷ ] [ ۸ ]   |
| جرج چهارم ۲۹ ژانویه ۱۸۲۰ – ۲۶ ژوئن ۱۸۳۰ (نایب‌السلطنه از ۱۸۱۱) |       | ۱۲ اوت ۱۷۶۲ کاخ سنت جیمز پسر جرج سوم و شارلوت مکلنبرگ-استرلیتز                                        | کارولین براونشوایگ کاخ سنت جیمز ۸ آوریل ۱۸۹۵ ۱ دختر          | ۲۶ ژوئن ۱۸۳۰ قلعه وینزر ۶۷ سال     | پسر فرمانروای پیشین                                              | [ ۹ ] [ ۱۰ ]  |
| ویلیام چهارم ۲۶ ژوئن ۱۸۳۰ – ۲۰ ژوئن ۱۸۳۷                      |       | ۲۱ اوت ۱۷۶۵ کاخ باکینگهام پسر جرج سوم و شارلوت مکلنبرگ-استرلیتز                                       | آدلاید ساکس-ماینینگن کاخ کیو ۱۳ ژوئیه ۱۸۱۸ ۲ فرزند           | ۲۰ ژوئن ۱۸۳۷ قلعه وینزر ۷۱ سال     | برادر فرمانروای پیشین                                            | [ ۱۱ ] [ ۱۲ ] |
| ویکتوریا ۲۰ ژوئن ۱۸۳۷ – ۲۲ ژانویه ۱۹۰۱                        |       | ۲۴ مه ۱۸۱۹ کاخ کنزینگتون دختر شاهزاده ادوارد، دوک کنت و استراترن و شاهدخت ویکتوریای ساکس-کوبرگ-سالفلد | آلبرت ساکس کوبورگ و گوتا کاخ سنت جیمز ۱۰ فوریه ۱۸۴۰ ۹ فرزند  | ۲۲ ژانویه ۱۹۰۱ آزبورن هاوس ۸۱ سال  | برادرزادهٔ فرمانروای پیشین                                        | [ ۱۳ ] [ ۱۴ ] |

### دودمان ساکس-کوبرگ و گوتا
علی‌رغم آنکه ادوارد هفتم پسر و جانشین ویکتوریا بود، اما چون اسامی پدرش آلبرت را به ارث برده بود آغازگر خاندان سلطنتی جدیدی در پادشاهی متحده شده است 
| نام                                    | نگاره | زادروز                                                              | ازدواج‌ها                                                             | درگذشت                         | حق جانشینی          | منابع         |
| -------------------------------------- | ----- | ------------------------------------------------------------------- | -------------------------------------------------------------------- | ------------------------------ | ------------------- | ------------- |
| ادوارد هفتم ۲۲ ژانویه ۱۹۰۱ – ۶ مه ۱۹۱۰ |       | ۹ نوامبر ۱۸۴۱ کاخ باکینگهام پسر ویکتوریا و آلبرت ساکس کوبورگ و گوتا | الکساندرای دانمارک کلیسای سنت جرج در قلعه وینزر ۱۰ مارس ۱۸۶۳ ۶ فرزند | ۶ مه ۱۹۱۰ کاخ باکینگهام ۶۸ سال | پسر فرمانروای پیشین | [ ۱۵ ] [ ۱۶ ] |

#### دودمان وینزر
نام خاندان وینزر در ۱۹۱۷ و در بحبوحهٔ جنگ جهانی اول به‌عنوان جایگزینی برای نام خاندان ساکس-کوبرگ گوتا انتخاب شد. این تغییر نام به‌دلیل احساسات ضد آلمانی ناشی از جنگ در پادشاهی متحده صورت پذیرفت.
| نام                                                    | نگاره | زادروز                                                        | ازدواج‌ها | درگذشت                                | حق جانشینی            | منابع         |
| ------------------------------------------------------ | ----- | ------------------------------------------------------------- | --- | ------------------------------------- | --------------------- | ------------- |
| جرج پنجم ۶ مه ۱۹۱۰ – ۲۰ ژانویه ۱۹۳۶                    |       | ۳ ژوئن ۱۸۶۵ مارلبرو هاوس پسر ادوارد هفتم و الکساندرای دانمارک | ماری تک ۶ ژوئیه ۱۸۹۳ کاخ سنت جیمز ۶ فرزند                                                                             | ۲۰ ژانویه ۱۹۳۶ سندرینگهام هاوس ۷۰ سال | پسر فرمانروای پیشین   | [ ۱۷ ] [ ۱۸ ] |
| ادوارد هشتم ۲۰ ژانویه – ۱۱ دسامبر ۱۹۳۶ (کناره‌گیری کرد) |       | ۲۳ ژوئن ۱۸۹۴ وایت لوج پسر جرج پنجم و ماری تک                  | والیس سیمپسون شاتو دو کاندی ۳ ژوئن ۱۹۳۷ بدون فرزند                                                                    | ۲۸ مه ۱۹۷۲ بوآ دو بولون ۷۷ سال        | پسر فرمانروای پیشین   | [ ۱۹ ] [ ۲۰ ] |
| جرج ششم ۱۱ دسامبر ۱۹۳۶ – ۶ فوریه ۱۹۵۲                  |       | ۱۴ دسامبر ۱۸۹۵ سندرینگهام هاوس پسر جرج پنجم و ماری تک         | الیزابت بووِز-لیون وست‌مینستر ابی ۲۶ آوریل ۱۹۲۳ ۲ فرزند                                                                 | ۶ فوریه ۱۹۵۲ سندرینگهام هاوس ۵۶ سال   | برادر فرمانروای پیشین | [ ۲۱ ] [ ۲۲ ] |
| الیزابت دوم ۶ فوریه ۱۹۵۲ – ۸ سپتامبر ۲۰۲۲              |       | ۲۱ آوریل ۱۹۲۶ می‌فر دختر جرج ششم و الیزابت بووِز-لیون           | فیلیپ مونتباتن وست‌مینستر ابی ۲۰ نوامبر ۱۹۴۷ ۴ فرزند                                                                   | ۸ سپتامبر ۲۰۲۲ قلعه بالمورال ۹۶ سال   | دختر فرمانروای پیشین  | [ ۲۳ ] [ ۲۴ ] |
| چارلز سوم ۸ سپتامبر ۲۰۲۲ – اکنون                       |       | ۱۴ نوامبر ۱۹۴۸ کاخ باکینگهام پسر الیزابت دوم و فیلیپ مونتباتن | دایانا اسپنسر کلیسای جامع سنت پل ۲۹ ژوئیهٔ ۱۹۸۱ ۲ فرزند طلاق: ۲۸ اوت ۱۹۹۶ کامیلا پارکر بولز وینزر گیلدهال ۹ آوریل ۲۰۰۵ |                                       | پسر فرمانروای پیشین   |               |